# 南京长途汽车东站
南京长途汽车东站位于南京市花园路17号，为一级客运站，目前有发往浙江、福建、江西、河北、安徽省以及江苏省内苏南地区、扬州、泰州（包括泰兴、姜堰）的长途班车。